# Industrie nucléaire en Russie

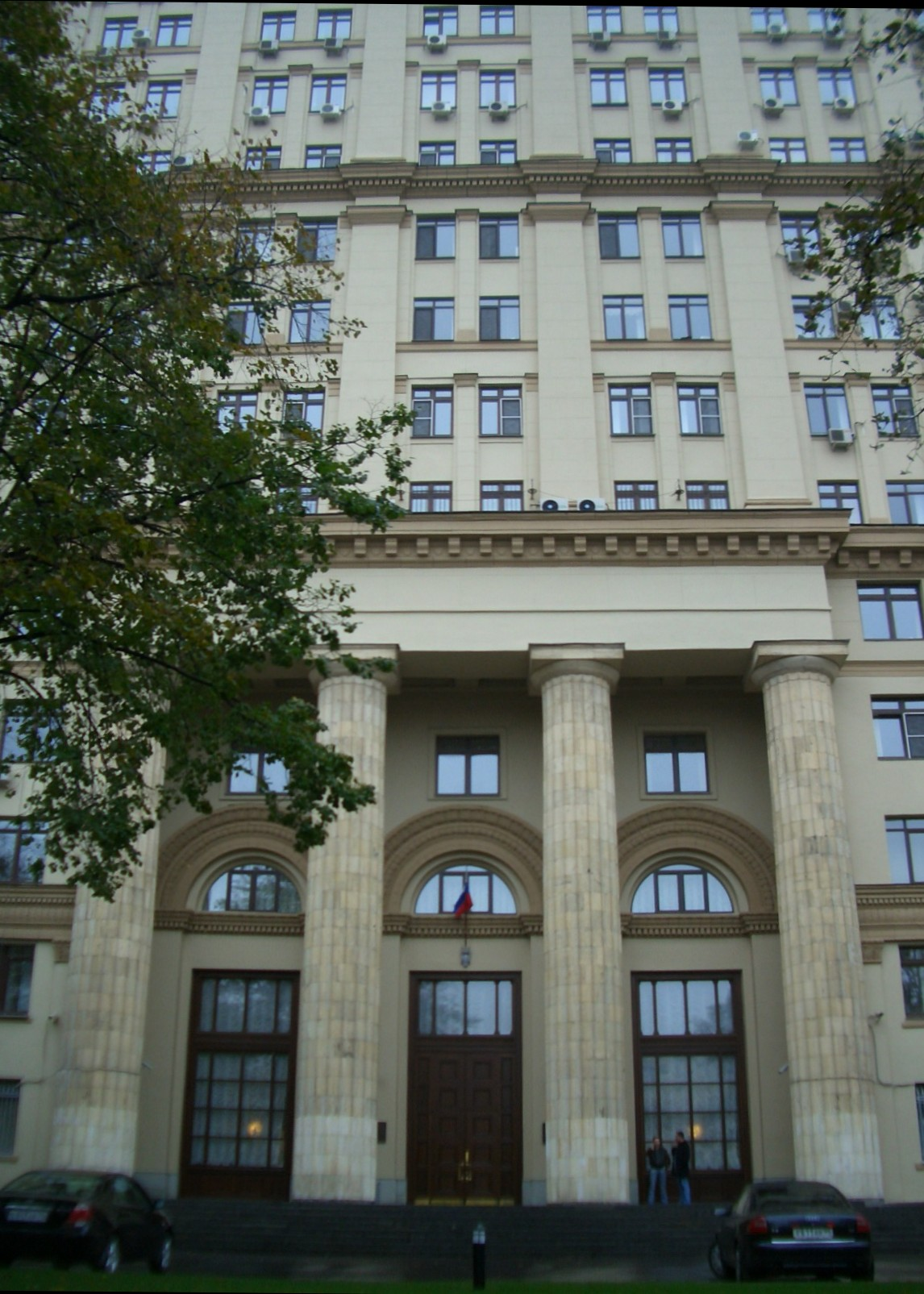
Bureaux de l'Agence fédérale de l'énergie atomique, à Moscou.

Ne doit pas être confondu avec Arsenal nucléaire de la Russie.
 (décembre 2021).
L'industrie nucléaire en Russie est l'héritière du programme nucléaire de l'URSS. En novembre 2018, la Russie possède 37 réacteurs opérationnels (et 6 autres en construction), ce qui la place en 5e position mondiale des pays producteurs d'électricité nucléaire en nombre de réacteurs. Avec 190 115 GWh produits en 2017, la Russie est en 4e position en production d’électricité d’origine nucléaire.
Par ailleurs, elle possède un nombre très important de sites avec des réacteurs de recherche civils ou militaires, dont environ 109 réacteurs de recherche ou à vocation militaire à l'origine.
Deux réacteurs doivent être construits sur le site de Kaliningrad selon le projet de centrale nucléaire de Kaliningrad. 
La Russie est partie prenante au programme ITER, à Cadarache en France.
| \| Balakovo Beloïarsk Kalinine Kola Koursk Leningrad Novovoronej Rostov Smolensk \| Localisation des centrales nucléaires en Russie |
| Balakovo Beloïarsk Kalinine Kola Koursk Leningrad Novovoronej Rostov Smolensk                                                       |

## Structure
Rosatom, Agence fédérale de l'énergie atomique, dirigée par l'ex-Premier ministre Sergueï Kirienko, supervise le programme nucléaire russe. Un décret de 2007 a créé la holding Atomenergoprom, qui regroupe l'industrie nucléaire, en particulier :
- Rosenergoatom, l'exploitant russe des centrales nucléaires ;
- TVEL, le fabricant de combustible ;
- Techsnabexport (Tenex), le fournisseur d'Uranium ;
- Atomenergomash, le constructeur des centrales nucléaires pour la Russie ;
- Atomstroyexport, le constructeur pour les projets à l'exportation ;
- AtomRedMetZoloto (ARMZ), l'exploitant des mines d'uranium.

L'organisme national de contrôle des activités nucléaires est le Rostekhnadzor (RTN), Service fédéral de l'écologie, des technologies et du contrôle nucléaire en Russie.

## Le nucléaire sous l'URSS

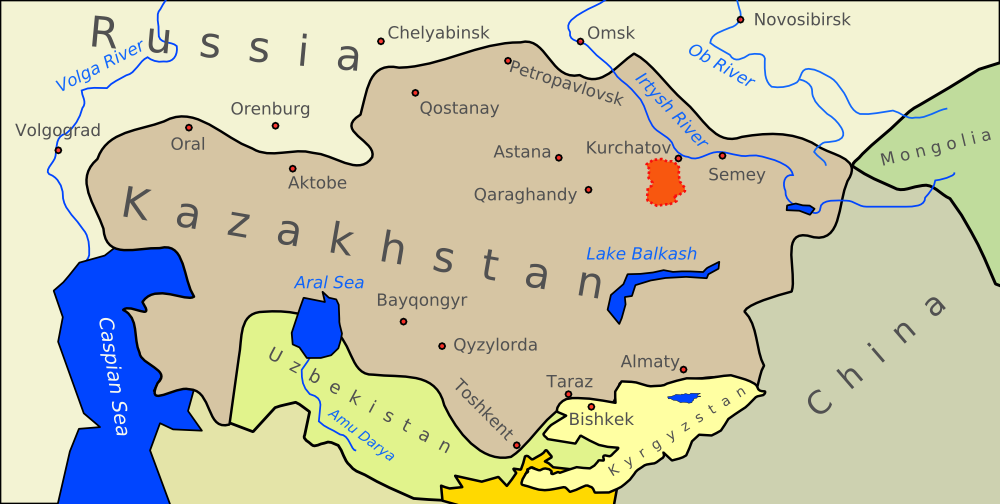
Les 18000 km ^{2} du site nucléaire de Semipalatinsk (en rouge sur la carte), où la première bombe A soviétique, RDS-1, explose en 1949. Plus de 500 armes nucléaires y seront testés de 1949 à 1989.

Pendant la Seconde Guerre mondiale, Staline, à qui avaient déjà été présentées les preuves de programmes nucléaires occidentaux, décida de lancer un programme soviétique de développement d’une bombe atomique. Pour ce faire, sont fondés à Moscou l'Institut d'ingénierie physique de Moscou en 1942, puis l'Institut Kourtchatov de l'énergie atomique en 1943.
En 1946 l'Institut panrusse de recherche scientifique en physique expérimentale (VNIIEF) est créé à Sarov à environ 400 km à l'est de Moscou, pour assembler la première bombe atomique soviétique. De 1946 à 1968, plus de 9 000 tonnes de minerais d'uranium sont extraits des mines de Maïlouou-Souou au Kirghizistan pour le programme nucléaire soviétique.
La construction du premier réacteur plutonigène débute en janvier 1947 au complexe nucléaire Maïak, situé à l'est de l'Oural à environ 1500 km de Moscou. Le complexe nucléaire Maïak est créé entre 1945 et 1948 pour fabriquer et raffiner le plutonium nécessaire pour les têtes nucléaires.
En 1949, l'URSS réalise au Kazakhstan - dans le Polygone nucléaire de Semipalatinsk - le premier essai nucléaire de sa bombe A désigné sous le nom de code RDS-1. Il s'agit d'une copie de la bombe atomique américaine Fat Man, les Soviétiques ayant infiltré le projet Manhattan, alors que la Guerre froide a déjà éclaté. Le rôle des services de renseignement soviétiques est alors très important pour démarrer le formidable accroissement de l'arsenal nucléaire de la Russie.
Le physicien Andrei Sakharov, aidé de Igor Tamm, développent la bombe H au sein de l'Institut panrusse de recherche scientifique en physique expérimentale. Le 12 août 1953, à Semipalatinsk au Kazakhstan, les Russes font exploser leur première bombe à fission dopée RDS-6s (Joe 4 pour les Américains).
Le complexe secret de Jeleznogorsk (dont un réacteur fonctionne encore en 2008) est créé en 1950 au sud de la Sibérie pour la fabrication des têtes nucléaires des missiles intercontinentaux.
En 1955 est créé l'Institut panrusse de recherche scientifique en physique technique (VNIITF) à environ 50 km au nord du complexe nucléaire Maïak. Cette même année, l'URSS essaie sa première bombe H, RDS-37.
Dès les années 1950, l'URSS met au point les réacteurs de grande puissance à tubes de force (RBMK), à eau légère, qui équiperont la centrale de Tchernobyl, dont la construction commence dans les années 1970. En 1957, un grave accident nucléaire se produit au complexe nucléaire Maïak.
Le 30 octobre 1961, Tsar Bomba d'une énergie d’environ 57 mégatonnes, conçue au VNIIEF par une équipe de physiciens formée autour d’Igor Kurchatov et comprenant Andreï Sakharov, explose. C'est la plus puissante arme nucléaire testée au monde, encore en 2024. L'année d'après, la crise des missiles de Cuba démontre les limites de la coexistence pacifique, menant le monde près de la guerre nucléaire.
Techsnabexport est créé en 1963 pour exporter la technologie nucléaire. Un accord de coopération nucléaire liait déjà l'URSS avec l'Égypte, qui a abouti à la mise en service d'un réacteur à eau légère, en 1961, dans la centrale d'Inshas.
La course aux armements entre les deux blocs conduit rapidement à l'équilibre de la terreur, doctrine remplacée ensuite par la destruction mutuelle assurée (MAD). Les grandes puissances dotées de l'arme nucléaire signent alors le Traité sur la non-prolifération des armes nucléaires (TNP) en 1968, qui entre en vigueur en 1970.
La catastrophe de Tchernobyl, en 1986, a un retentissement international.
Gorbatchev signe le 20 novembre 1988 un traité de coopération nucléaire avec l'Inde avec le premier ministre Rajiv Gandhi, prévoyant la construction de la centrale de Kudankulam. En raison de l'opposition de Washington et du non-respect des conditions données par le groupe des fournisseurs nucléaires en 1992, la construction de la centrale fut suspendue ; le projet reprendra en 2002 et la centrale divergera en 2013.

## Après l'URSS
Aujourd'hui, TVEL fournit du combustible pour les centrales de la République tchèque, de Slovaquie, de Bulgarie, de Hongrie, d'Ukraine, d'Arménie, de Finlande, d'Iran et de Chine. Il y a actuellement 72 réacteurs de puissance et 30 réacteurs de recherche qui utilisent le combustible de TVEL.
Moscou a signé en 1995 un accord avec l'Iran, pour que Atomstroyexport mène à son terme la construction du réacteur à eau légère de Bushehr.
Atomstroyexport est aussi la seule firme à avoir répondu, le 24 septembre 2008, à l'appel d'offres pour la construction d'une centrale nucléaire en Turquie.
Un accord de coopération pacifique sur le nucléaire a été signé avec le Venezuela fin novembre 2008.
La Russie est partie prenante au programme ITER, à Cadarache en France, elle doit signer un accord de coopération concernant l'utilisation pacifique du nucléaire avec l'Union européenne.
Dans le cadre de son objectif de neutralité carbone pour 2060, la Russie vise 45 % d'électricité d'origine nucléaire d'ici 2050 et de 70 à 80 % d'ici 2100.

## Commandes internationales
Sergueï Kirienko, directeur général du groupe nucléaire Rosatom, a annoncé le 11 décembre 2014 :  « Compte tenu des contrats signés, notre portefeuille à l'international dépasse maintenant 100 milliards de dollars. Ce sont des revenus sécurisés pour dix ans. » Ces contrats concernent 23 réacteurs en projet (en dehors des 9 réacteurs en cours de construction en Russie) : 4 en Turquie, 3 en Inde, 2 en Chine, 2 au Vietnam, 2 au Bangladesh, 2 en Iran, 2 en Ukraine, 2 en Hongrie, 2 en Biélorussie, 2 en Hongrie (centrale de Paks), 1 en Finlande (le Parlement finlandais vient de voter en faveur de la construction par Rosatom d'une centrale à Pihäjoki) et 1 en Arménie ; s'y ajoutent 26 projets de réacteurs en cours de négociations ou d'appel d'offres et 32 autres à l'étude. L'avantage commercial de Rosatom est de proposer une prise en charge complète, de la fourniture de combustible jusqu'au retraitement des déchets sur son sol et surtout au financement. Mais de nombreux experts occidentaux doutent de la capacité de Rosatom d'assurer le financement d'un tel montant dans les circonstances actuelles (sanctions internationales et chute du prix du pétrole), étant donné que le carnet de commandes affiché représente 5 % du PIB russe ; par exemple, Rosatom inscrit dans son portefeuille quatre réacteurs en Turquie pour lesquels le tour de table n'est pas encore bouclé. Au Vietnam, le gouvernement a déclaré en janvier 2014 que le programme nucléaire serait différé de près de quatre ans à cause des négociations qui se poursuivent sur la technologie et le financement.

## Armes nucléaires
L'origine de l'industrie nucléaire soviétique fut militaire. Un programme fut lancé en 1943 et à partir des années 1970, l'arsenal nucléaire de l'armée rouge fut le plus puissant du monde.
Le gouvernement américain à la fin de la guerre froide pensait qu’il y avait en URSS 30 000 armes nucléaires et 500 à 600 tonnes d’uranium enrichi, alors qu’il y en avait respectivement 45 000 et 1 200 selon V. Mihailov, l’ancien ministre
russe de l’énergie atomique.
En mars 2006, la Russie  disposait de 16 000 armes nucléaires, dont 5 830 actives.